# ブランディング
ブランディング、またはブランドマネジメント (英: branding, brand management) は、ブランドに対する共感や信頼などを通じて顧客にとっての価値を高めていく、企業と組織のマーケティング戦略。
ターゲット市場におけるブランドの現状認識の分析から始まり、ブランドがどのように認識されるべきか計画し、計画どおりに認識されるようにすることが目的である。認知されていないブランドを育て上げる、あるいはブランド構成要素を強化し、活性・維持管理していく手法でもある。
ここでいうブランドとは高級消費財に限らず、その対象としては、商品やサービス、それらを供給する企業や団体のほか、人物・建築物・史跡・地域 ・祭事など、あらゆるものが該当する。
ブランドマネジメントの具体的な構成要素には、製品そのもの (その外観、価格、パッケージなど) が含まれ、無形の構成要素には、ターゲット市場がブランドと共有する経験であり、そのためブランドとターゲット市場との良好な関係作りが必要になる。ブランドマネージャーは、消費者のブランド連想や、ブランドを生み出すサプライチェーン関係者との関係を管理する。 

## 定義
2001年、ヒスロップは、ブランディングを「競合からの差異化と、顧客の忠誠心を構築する目的で、製品と顧客の感情認識との間に関係を構築するプロセス」と定義した。 2004年と2008年に、KapfererとKellerはそれぞれ、「顧客の期待値を満たし、常に高い顧客満足度を実現すること」と定義した。 
商品の場合、ブランディングは、常に顧客の期待や信頼に応えるよう行動し、消費者をはじめとしたステークホルダーの共感や支持を獲得・拡大していくこと、またそれに関連する一連の活動のことである。その過程においてはブランドネームやロゴ・意匠・ハロー効果などによる他商品との差別化、PRや広告、さまざまなマーケティング手法が用いられるが、それらによりもたらされる知識や良いイメージなども含めた『顧客にとっての価値』を最大限高めていくことが目的である。
ブランドマネジメントは、製品の知覚価値を高めるために、一連のマーケティングツールと手法を使用する（ブランド・エクイティを参照）。マーケティング戦略と連携しながら、ブランドマネジメントにより製品価格を上昇させ、前向きな関係やイメージ、ブランドの強い認知を実現させて、忠実な顧客を構築する。 

### ブランディングがもたらすもの
競合からの差異化
ブランドネームやロゴ・意匠などで、他競合とは区別されて認識されるようになる。
選択意思決定の単純化・固定化
顧客の知識が整理されることで再び同じ物を選ぶようになる。
ユーザーのロイヤル化
親しみや信頼が増大されることでブランド・ロイヤルティが形成される。
価格競争の回避
『顧客にとっての価値』が訴求され、提供品質を無視した価格競争に参加する必要が無くなる。
価格プレミアムの獲得
同じ品質・スペックの商品について、競合よりも高い価格で販売が可能になる。
プロモーションコストの削減
以上のことから販売促進の必要度を低下させることが可能になる。

## 歴史

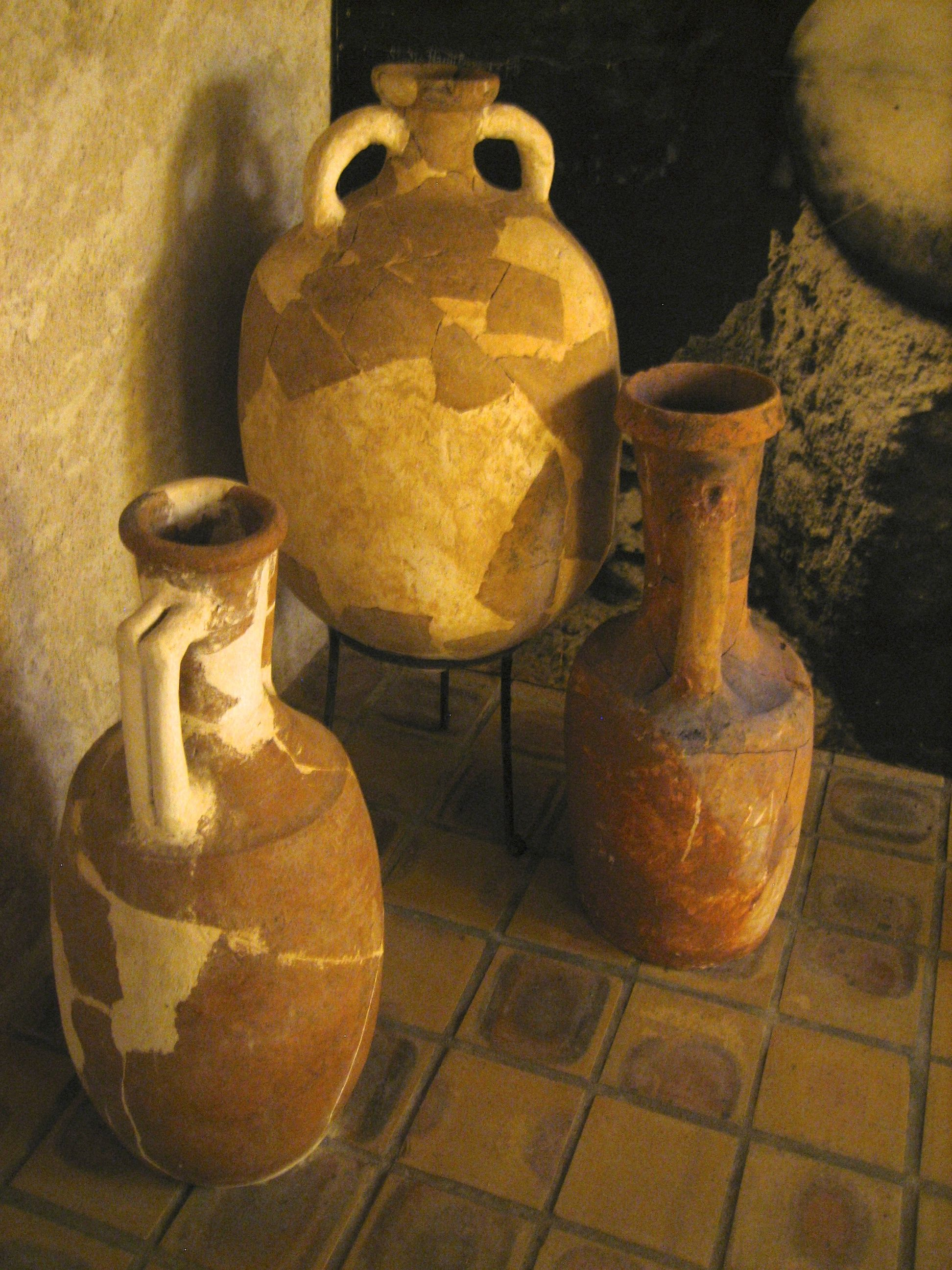
文字ができる前の社会では、独特の形のアンフォラがラベルの機能の一部を果たし、原産地、生産者の名前に関する情報を伝達し、製品の品質を主張していた可能性がある

ブランディングの最も初期の起源は先史時代に遡ることができるといわれる。石器時代と青銅器時代の洞窟の絵画に描かれている家畜、エジプトのファナリーアートワークに描かれている動物、陶器や道具などの財産につけられるマーク、そして商取引の際に商品に付けられる記章などが見られた。その後、古代、中世、近世、近代、現代にわたり、ブランディングはさまざまな進化を遂げてきた。
1940年代までに、製造業者は、消費者が社会的/心理的/人類学的な意味でブランドとの関係を発展させている方法を認識し始めた。 広告主は、動機付け調査と消費者調査を使用して、消費者の購入に関する洞察を収集し始めた。20世紀後半を通じて、ブランド広告主は、消費者が自分に合った個性を持つブランド探しているという洞察に基づき、商品やサービスに個性を吹き込み始めた。
日本では、ブランディングという概念が広まる前の1980年代から1990年代後半までは、企業はコーポレート・アイデンティティ（CI）、商品はブランド・アイデンティティー（BI）のほか、店などはショップ・アイデンティティー（SI）という名称で規模の大小にこだわらず、多くの企業において計画・実行された。CI、BI、SIにおいてはロゴ・シンボルなどの「ビジュアルデザイン」の実行に留まることがほとんどであったが、現在のブランディングは顧客による「ブランドの体験」全体を範囲として扱う。学術団体については、1951年4月21日、日本商業学会が慶應義塾大学教授の向井鹿松を初代会長として設立された。

## ブランディング用語
ブランド連想とは、消費者の記憶に保持され、連想ネットワークを形成し、キーとなる項目から連想されるすべての情報のことを指す。それぞれの項目・情報は互いに密接に関連している。たとえば、ブランドイメージ、ブランドの個性、ブランド態度、ブランド選好などの項目は、ブランド自己適合性の源泉を説明する連想ネットワーク内にある情報である。
ブランド態度とは、「消費者が自分の色眼鏡を通したブランドへの総合評価」のことを指す。 
ブランド認知度とは、消費者がさまざまな条件下でブランドを識別できる範囲を指す。 マーケターは通常、2つの異なるタイプのブランド認知度 (ブランド認知とブランド想起)を活用する。
ブランド・エクイティとは、文献の中からは2つの異なる定義がある。一つ目の、会計上の定義は、ブランド・エクイティはブランドの財務的価値の尺度であり、ブランド価値により追加で得られる財務的価値の追加流入量である。 別の定義は、マーケティング的であり、ブランド・エクイティが消費者のブランドへの愛着の強さの尺度であり、消費者がブランドについて持っている関連性と信念を説明するものである。 
ブランドイメージとは、組織がブランドに投影したい意味や概念のイメージを指す。
ブランドパーソナリティとは、「ブランドに適用可能な、関連する人間のパーソナリティ特性のセット」を指す。 
ブランド自己適合性は、消費者が自分自身の個性と一致する個性を持つブランドを好むという概念に基づいている。消費者は、ブランドの個性が自分のブランドと一致するブランドに強い愛着を持つ傾向がある。 
ブランド選好とは、「ブランド刺激に対する認知情報処理を要約した、特定のブランドに対する消費者の傾向」を指す。 
カタカナ日本語としてのブランディングは、上述のような背景を持つ英語 branding と同じ意味を持つことがむしろ稀で、ビジネス上は、ダイレクトレスポンス広告以外の広告の言いかえであることが多い。カタカナ日本語ブランドに比べて、よりバズワード（もっともらしいが実際には意味があいまいな短命な用語）と見られることがある。 

## ブランド志向
ブランド志向とは、「組織がブランドを評価し、その慣行がブランド能力の構築に向けられている度合い」を指す 。これは、社内外の両方でブランドと協力するための意図的なアプローチである。強力なブランドへの関心の高まりの背後にある最も重要な原動力は、グローバル化の加速である。これにより、多くの市場でこれまで以上に厳しい競争状況が発生している。製品の優位性は、それ自体ではもはやその成功を保証するのに十分ではない。技術開発の速いペースと模倣品が市場に出回る速度の向上により、製品のライフサイクルが劇的に短縮された。その結果、製品関連の競争上の優位性は、すぐに競争上の前提条件に変わるリスクがある。このため、ますます多くの企業が、ブランドなど、他のより永続的で競争力のあるツールを探している。

## ブランドマネージャー
ブランド管理は、製品、企業、およびその顧客と構成員の間に感情的なつながりを作り出すことを目的としています。ブランドマネージャーやマーケティングマネージャーは、ブランドイメージを管理する。 
ブランドマネージャーは、潜在顧客を見込み客に、見込み客を購入者に、購入者を顧客に、顧客をブランド支持者に進化させる戦略を立案、遂行する。

## ブランディングとユーザー
時代の流れやトレンドによる顧客ニーズの変化、また競合品・代替品の出現など、刻々と変わる状況に対応するためブランドも新陳代謝を繰り返す。しかしそのどの場面においても焦点は『顧客の頭の中に形成されるイメージ』に合わせられており、時を経て蓄積されたそれら無形資産が消失・分散されることのないよう、企業によって注意深く計画・管理される。ユーザーはさまざまな機会やメディアなどを通じて商品情報と接触するほか、店頭で目にして手に取り、実際に利用することでその品質を体感する。これら一連の中にユーザーの期待を裏切らない満足（価値）がある時、その商品はユーザーエクスペリエンス（新鮮で快適な良い体験）をもたらす商品として記憶され、さらなる注意が向けられるようになり情報収集と利用を繰り返すという循環が生まれる。このように商品とユーザーの間にできた体験を伴う良い関係が、商品に対する共感や信頼を育てユーザーの顧客化が起こり、徐々に顧客の頭の中に『ブランドイメージ』という行動を決定する力を持つ『概念上の価値』が構築されていく。
「ブランディングは精神的な構造を創り出すこと、消費者が意思決定を単純化できるように、製品・サービスについての知識を整理すること」とケビン・レーン・ケラーが言うように、ターゲットの選定やポジショニングなどの重要性と同様、顧客の立場に立った誠実でわかりやすいコミュニケーションがブランドへの共感を育成する上で重要である。
仮に、ロゴマーク、キャラクター（の設定、選定）、オウンド・メディア、戦略PR、パッケージデザイン、店舗デザイン、冠イベント、また販促キャンペーン、プレゼントキャンペーン、クチコミ、などを大くくりに「顧客の立場に立ったブランディングのためのコミュニケーション」であるとすると、日本語本来の広告と限りなく同じである。そのこととは別途、事実関係としてコミュニケーションがブランディングに寄与しない場合の方が、寄与する場合よりもはるかに多い。たとえば、マクドナルドは季節ごとに多種多様な、キャンペーン、新製品追加、をマス広告、新聞チラシ、SNS、アプリの中のクーポンなどとして行うが、各々がブランディングに寄与しているかどうかは分からない。むしろ「いつも賑やかで楽しそう」といった漠としたブランドイメージを維持、強化していると考えられる。

## グローバルブランド
インターブランドの2019年のトップ10グローバルブランドは、Apple、グーグル、マイクロソフト、コカ・コーラ、アマゾン、サムスン、トヨタ、フェイスブック、メルセデスベンツ、IBMである。 
| ランク | ロゴ | ブランド         | 値（$ m） |
| 1      |      | アップル         | 234,241   |
| 2      |      | グーグル         | 167,713   |
| 3      |      | マイクロソフト   | 108,847   |
| 4      |      | コカ・コーラ     | 69,733    |
| 5      |      | アマゾン         | 125,263   |
| 6      |      | サムスン         | 56,249    |
| 7      |      | トヨタ           | 50,291    |
| 8      |      | フェイスブック   | 48,188    |
| 9      |      | メルセデスベンツ | 47,829    |
| 10     |      | IBM              | 46,829    |

コモディティ/フードサービスとテクノロジーの分割は偶然の問題ではない。両方の産業部門は、それぞれ清潔さ/品質または信頼性/価値に依存できなければならない個々の消費者への販売に大きく依存している。このため、農業（食品セクターの他の企業に販売）、学生ローン（個人のローン受給者ではなく大学/学校と関係がある）、電気（一般的に管理された独占）などの業界ではあまり目立たず、認知度は低い。さらに、ブランド価値は単に「消費者の魅力」の曖昧な感覚ではなく、一般に認められた会計原則の下でののれんの実際の定量的価値である。企業は商標権侵害の訴追を含め、自社のブランド名を厳格に擁護している。時折、商標は国や地域によって異なる場合がある。